# Municipio de Malone
El municipio de Malone (en inglés: Malone Township) es un municipio ubicado en el condado de Tazewell en el estado estadounidense de Illinois. En el año 2010 tenía una población de 220 habitantes y una densidad poblacional de 2,86 personas por km².

## Geografía
Según la Oficina del Censo de los Estados Unidos, el municipio tiene una superficie total de 76.88 km², de la cual 76,88 km² corresponden a tierra firme y (0 %) 0 km² es agua.

## Demografía
Según el censo de 2010, había 220 personas residiendo en el municipio de Malone. La densidad de población era de 2,86 hab./km². De los 220 habitantes, el municipio de Malone estaba compuesto por el 97,73 % blancos, el 0,91 % eran afroamericanos, el 1,36 % eran asiáticos. Del total de la población el 0,45 % eran hispanos o latinos de cualquier raza.